# Ranularia caudata
Ranularia caudata là một loài ốc biển săn mồi, là động vật thân mềm chân bụng sống ở biển trong họ Ranellidae, họ ốc tù và.

## Phân bố
Loài này phân bố ở vùng biển Châu Âu, Tây Đại Tây Dương, quần đảo Canaria, Cape Verde, ở Ấn Độ Dương dọc theo Tanzania và ở hải vực Ấn Độ Dương-Tây Thái Bình Dương.

## Hình ảnh

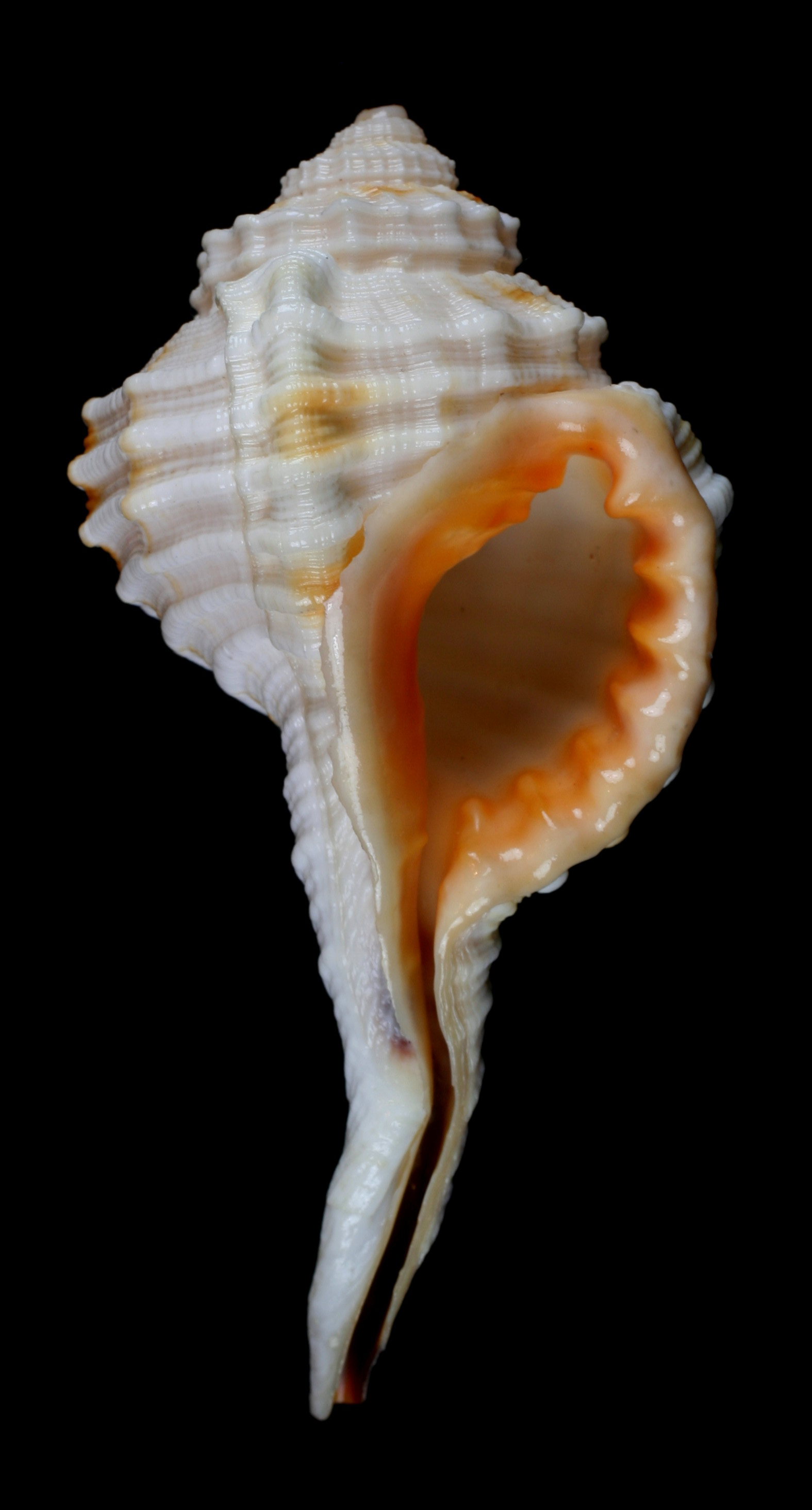